# فريدريك شيرجر
فريدريك شيرجر (بالإنجليزية: Frederick Scherger)‏ (و. 1904 – 1984 م) هو طيار مقاتل أسترالي، ولد في أرارات، ويحمل رتبة عسكرية Air chief marshal (Australia) ‏، توفي في ملبورن، عن عمر يناهز 80 عاماً.

## التعليم
تعلم في الكلية العسكرية الملكية ‏
.

## الخدمة العسكرية
خدم في القوات الجوية الملكية الأسترالية.

## جوائز
حصل على جوائز منها:
- نيشان الإمبراطورية البريطانية من رتبة فارس قائد
- نيشان الخدمة المتميزة  [لغات أخرى]‏
- نيشان الحمام من رتبة مرافق  [لغات أخرى]‏
- صليب سلاح الجو  [لغات أخرى]‏